# A Love So Beautiful
A Love So Beautiful (caratteri cinesi: 致我们单纯的小美好: pinyin: Zhì Wǒ Mén Dān Chún De Xiǎo Měi Hǎo) è una serie televisiva cinese basata sul romanzo di Zhao Qianqian To Our Pure Little Beauty (至我们单纯的小美好). La serie, andata in onda sulle reti nazionali cinesi nel 2017, è stata poi distribuita internazionalmente da Netflix nel 2018.
La serie ha raggiunto un discreto successo internazionale, con recensioni tendenti al positivo, in particolare per la caratterizzazione dei personaggi e la scrittura della storia. Nel primo anno di distribuzione in streaming, ha superato 5.5 miliardi di visualizzazioni.

## Trama
Chen Xiaoxi (Shen Yue) e Jiang Chen (Hu Yitian) sono compagni di classe alla Scuola Superiore Chenxi, oltre a essere vicini di casa sin dai tempi dell'asilo. Chen Xiaoxi è una ragazza vivace a cui non piace troppo studiare, ed è innamorata di Jiang Chen, uno studente popolare per il suo bell'aspetto e i suoi voti alti. Jiang Chen è distante e indifferente verso le altre persone, comportamento che verrà poi attribuito alla prematura morte del padre. Insieme ai loro amici (il divertente e malizioso Lu Yang, l'atletica e brusca Lin Jingxiao, e il vivace nuotatore Wu Bosong), Chen Xiaoxi e Jiang Chen si preparano ad affrontare il Gaokao, l'importantissimo esame di maturità che garantisce agli studenti cinesi l'accesso all'università, e la serie segue le loro vicissitudini durante gli anni della scuola superiore e verso l'età adulta.

## Cast

### Principale
| Attore    | Personaggio | Descrizione |
| --------- | ----------- | --- |
| Hu Yitian | Jiang Chen  | Uno studente di prestigio, conosciuto principalmente per il bell'aspetto e l'intelligenza. È segretamente innamorato di Chen Xiaoxi. |
| Shen Yue  | Chen Xiaoxi | Una ragazza vivace e ottimista con la passione per il disegno. È molto persistente nella sua ammirazione per Jiang Chen.             |

### Di supporto
| Attore            | Personaggio  | Descrizione |
| ----------------- | ------------ | --- |
| Gao Zhiting       | Wu Bosong    | Uno studente vivace e pieno di energia, che ama il nuoto. È molto leale verso Chen Xiaoxi, per cui prova un amore non corrisposto. La sua attrazione per la protagonista causerà un triangolo amoroso e dei litigi con Jiang Chen. |
| Wang Ziwei        | Lin Jingxiao | La migliore amica Chen Xiaoxi. È mascolina e fortemente protettiva verso l'amica, non sopporta la disonestà e vuole diventare un'astronauta.                                                                                       |
| Sun Ning          | Lu Yang      | Uno studente arrogante e turbolento, che si innamora gradualmente di Lin Jingxiao. Ha una seria malattia cardiaca. |
| Lü Yan            | Li Wei       | Presidente studentesca che soffre di depressione a causa del troppo stress. Prova amore non corrisposto per Jiang Chen e spesso bullizza Chen Xiaoxi.                                                                              |
| Zhang He Hao Zhen | Li Shu       | Il medico della scuola, per cui Lin Jingxiao ha una cotta. |
| Wang Jiahui       | Qiao Lu      | La migliore amica di Li Wei, accorre sempre in suo aiuto e agisce in maniera protettiva contro chiunque la tratti male. |

## Colonna sonora
1. How Much I Like You, You Would Know (我多喜欢你，你会知道) – 3:13 (testo: Yin Kaiyi – musica: Yin Kaiyi) – Wang Junqi
2. It's a Dream (是梦吧) – 3:55 (testo: Yin Kaiyi – musica: Yin Kaiyi) – Hu Yitian
3. Little Beauty (小美好) – 4:27 (testo: Yin Kaiyi – musica: Jie Nan) – Feng Jiaqi

## Premi e riconoscimenti
| Anno | Premio                                         | Categoria                 | Nomination          | Risultato       | Note   |
| ---- | ---------------------------------------------- | ------------------------- | ------------------- | --------------- | ------ |
| 2017 | Ottavo Macau International Television Festival | Migliore Web series       | A Love So Beautiful | Candidato/a     | [ 8 ]  |
| 2017 | Terza China Pan-Entertainment Annual Ceremony  | Top 10 Web Series         | A Love So Beautiful | Vincitore/trice | [ 9 ]  |
| 2018 | Quinto Hengdian Film and TV Festival of China  | Migliore Web Series       | A Love So Beautiful | Vincitore/trice | [ 10 ] |
| 2018 | Ventiquattresimi Huading Awards                | Miglior Attore Debuttante | Hu Yitian           | Candidato/a     | [ 11 ] |

## Distribuzione internazionale
- Streaming online: Netflix, Rakuten Viki, Viu, YouTube (Huace Global Fun)
- Malaysia: Astro Shuang Xing
- Filippine: ABS-CBN[12][13], Asianovela Channel
- Corea del Sud: KTH
- Taiwan: CHOCO TV[14]